# 스타게이트 유니버스

로고

《스타게이트 유니버스》(Stargate Universe)는 2009년 10월부터 방송된 SF 드라마이다. 《스타게이트 SG-1》, 《스타게이트 아틀란티스》에 이어 《스타게이트》의 세번째 시리즈이다.